# Glomera aurea
Glomera aurea är en orkidéart som beskrevs av Rudolf Schlechter. Glomera aurea ingår i släktet Glomera och familjen orkidéer. Inga underarter finns listade i Catalogue of Life.